# Seznam rimskokatoliških škofij v Sloveniji
Seznam rimskokatoliških škofij in nadškofij v Sloveniji zajema sedanje in nekdanje škofije, ki so vsaj ozemeljsko segale na območje današnje Slovenije.

## Današnja cerkvena uprava (od 2006)
- Metropolija Ljubljana

- Nadškofija Ljubljana
- Škofija Koper
- Škofija Novo mesto

- Metropolija Maribor

- Nadškofija Maribor
- Škofija Celje
- Škofija Murska Sobota

- Naslovna škofija

- Škofija Ptuj

## Druge škofije na Slovenskem
Nekdanje škofije so zapisane ležeče.
- Nadškofija Salzburg (sedež metropolije)

- Škofija Krka
- Lavantinska škofija (preimenovana v Nadškofijo Maribor)
- Škofija Gradec - Sekova; Sekovska škofija (prvotno ime)

- Oglejski patriarhat (s funcijo nadškofije in sedeža metropolije)

- Nadškofija Videm
- Nadškofija Gorica; Nadškofija Gorica in Gradiška (ime v vmesnem času)

- Škofija Trst; Škofija Trst - Koper (ime v vmesnem času)

- Škofija Briksen
- Nadškofija Veszprém
- Škofija Gjur

- Škofija Sombotel

- Nadškofija Zagreb
- Nadškofija Reka

- Škofija Senj - Modruš

- Škofija Krk
- Škofija Poreč - Pulj

- Škofija Novigrad
- Škofija Pičen